# مقود الرمات (طور الباحة)

تعديل مصدري - تعديل

مقودالرمات هي إحدى قرى عزلة طور الباحة بمديرية طور الباحة التابعة لمحافظة لحج، بلغ تعداد سكانها 53 نسمة حسب تعداد اليمن لعام 2004.